# Charops flavipes
Charops flavipes är en stekelart som först beskrevs av Brulle 1846.  Charops flavipes ingår i släktet Charops och familjen brokparasitsteklar. Inga underarter finns listade i Catalogue of Life.